# 築山力
築山 力（つきやま つとむ、1921年7月30日－1981年5月14日、サリーム築山）は、戦前戦後を通じてアジア・イスラム諸国との善隣友好に尽くした人物である。
1940年京都の桃山中学校卒業、1942年蒙古善隣協会興亜義塾卒業(三期生)、1945年軍隊を除隊、1950年大阪の摂南高専卒業
日本イスラム友愛協会を小村不二男や築山亨らと共に設立し、イスラム諸国との善隣友好に寄与。また多くの青年をイスラム諸国に派遣する。